# 固相反应
固相反应是指有固相参与的化学反应，但狭义上指固体与固体间发生化学反应生成固体产物的过程。固相反应的特点是没有化学平衡。由于固相反应是固体与固体之间在界面上进行的反应，因此具有反应速率慢、底物扩散慢和高温下才能发生反应等特点。一些层状固体化合物的嵌入反应，如将钠离子、锂离子插入石墨层间生成嵌入化合物，通常只能通过固相反应进行。
固相反应一般包括以下三个过程：
- 扩散：反应物混合产生表面效应标志着固相反应的发生。
- 反应：化学反应使得新相形成是固相反应的结果。
- 产物层增厚：产物相长大使得产物层增厚，使固相反应达到稳定。